# Conila (distrito)
Conila é um distrito peruano localizado na Província de Luya, departamento Amazonas. Sua capital é a cidade de Cohechan.

## Transporte
O distrito de Conila não é servido pelo sistema de estradas terrestres do Peru.